# Aeroportul Stavropol Shpakovskoye
Aeroportul Stavropol Shpakovskoye (IATA: STW, ICAO: URMT) este un aeroport din Stavropol, City of Stavropol⁠(d), Stavropol, Rusia ce deservește zona Stavropol. Aeroportul a fost tranzitat în 2021 de 577.007 pasageri. A fost numit după Alexandr Suvorov.
Situat la o altitudine de 452 m, aeroportul dispune de 1 pistă. Este operat de Kavminvodyavia⁠(d).

## Infrastructură

### Piste
Aeroportul dispune de o singură pistă. Pista are orientarea 07/25. 